# 波特德萨瓦
波特德萨瓦（法語：Porte-de-Savoie，法語發音：[pɔʁt də savwa]）是法国萨瓦省的一个市镇，属于尚贝里区。该市镇于2019年1月1日由原市镇莱马尔什和弗朗桑合并而成，行政中心位于莱马尔什。

## 地名
“波特德萨瓦”（Porte-de-Savoie）一名在法语中意为“萨瓦之门”，其中“萨瓦”既可以指萨瓦省，又可以指薩伏依地区。

## 地理
波特德萨瓦（45°30'0.000"N, 6°0'5.998"E）面积22.28 平方千米，位于法国奥弗涅-罗讷-阿尔卑斯大区萨瓦省，该省份为法国东部省份，历史上为薩伏依的一部分，北起上萨瓦省，西接伊泽尔省和安省，南部和东部与上阿尔卑斯省和意大利接壤。
与波特德萨瓦接壤的市镇（或旧市镇、城区）包括：阿普勒蒙、米扬、希尼安、拉蒂勒、蒙梅利扬、滨湖圣埃莱娜、莱索、沙帕雷扬。
波特德萨瓦的时区为UTC+01:00、UTC+02:00（夏令时）。

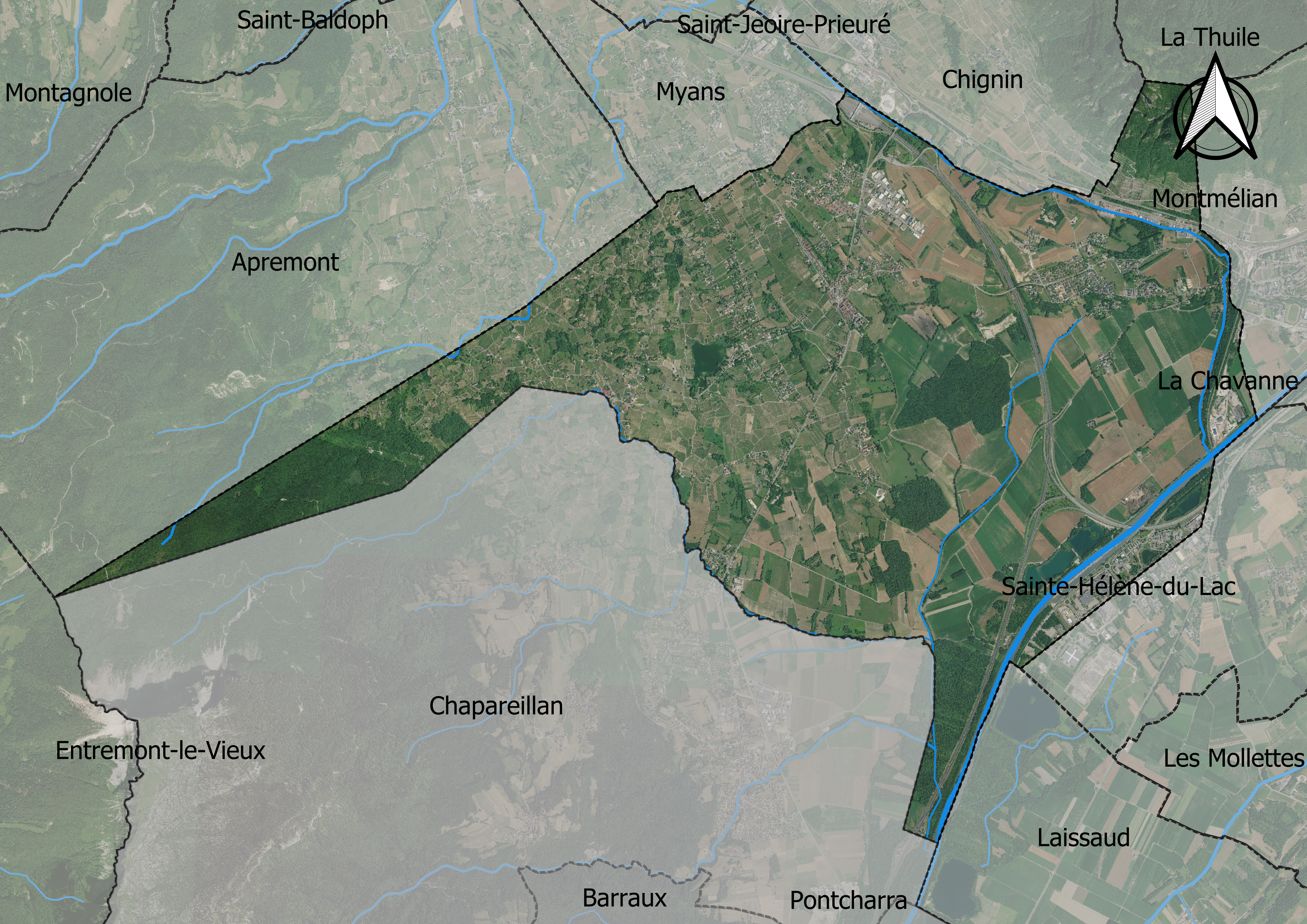
波特德萨瓦的卫星地图

## 行政
波特德萨瓦的邮政编码为73800，INSEE市镇编码为73151。

## 政治
波特德萨瓦所属的省级选区为蒙梅利扬县。

## 人口
波特德萨瓦于2022年1月1日时的人口数量为3944人。